# Dendrobium fuscescens
Dendrobium fuscescens är en orkidéart som beskrevs av William Griffiths. Dendrobium fuscescens ingår i släktet Dendrobium, och familjen orkidéer. Inga underarter finns listade i Catalogue of Life.